# パリ植物園
パリ植物園（パリしょくぶつえん、le Jardin des Plantes de Paris）は、フランス・パリ5区の公立植物園。フランス国立自然史博物館の傘下。パリ・モスク、ジュシュー・キャンパス（la Campus de Jussieu パリ第6大学及びパリ第7大学の二大学と地球物理研究所の共用キャンパス）、セーヌ川に囲まれる。
ビュフォン伯ジョルジュ＝ルイ・ルクレルとジャン＝バティスト・ラマルクの後見のもと、現在の敷地に造園された。敷地面積は約23.5ha。

## 植物園の見所

Jardin des plantes de Paris

### 真直ぐに伸びた大広場
大陳列館 (la Grande Galerie) からセーヌ川河岸傍のヴァリュベール広場 (la place Valhubert) まで、真直ぐに延びた大広場がある(長さ500m、面積3ha)。そこのフランス式花壇は、プラタナスの木立により縁どられている。4月初旬以降には花壇は花盛りになる。花の顔ぶれは定期的に変えられていき、全部で千種類近くが栽培される。
この大広場は、二つの広場に分れる。そのうちの一方は、大陳列館側にあり、1890年から1900年迄の自然史博物館館長アルフォンス・ミルン＝エドワール (Alphonse Milne-Edwards) の名にちなんだミルン=エドワール広場であり、他方は、セーヌ川側のラマルク広場である。ミルン=エドワール広場の地下には、何十万種類もの動物剥製、昆虫、魚類、爬虫類又は哺乳類を再編成して示す「ゾーテック」 (zoothèque) がある。この広場の先頭、大陳列館正面には、ジャン・カルリュ (Jean Carlus) の手になるビュフォンの青銅像(1908年)が建てられている。

### ばら園
1990年に作られたこのばら園の目的は、様々なバラの亜種(それらは合理的な仕方で分類されている)の研究及び公開である。このばら園は、鉱物学の先駆者アュイ神父(l'abbé Haüy)の名にちなんだ(「植物学・地質学陳列館」脇の)アュイ小路に沿って植えられている170種類の欧州産のバラから構成されている。ばら園には、フェリクス・サンゼル (Félix Sanzel) 作の「とらわれたアモール」 (L'Amour prisonnier) と、ルイ=マリー・デュパティ (Louis-Marie Dupaty) 作の「ウェヌス・ゲニトリクス」 (Venus genitrix) との二つの彫像が飾られている。

### 温室

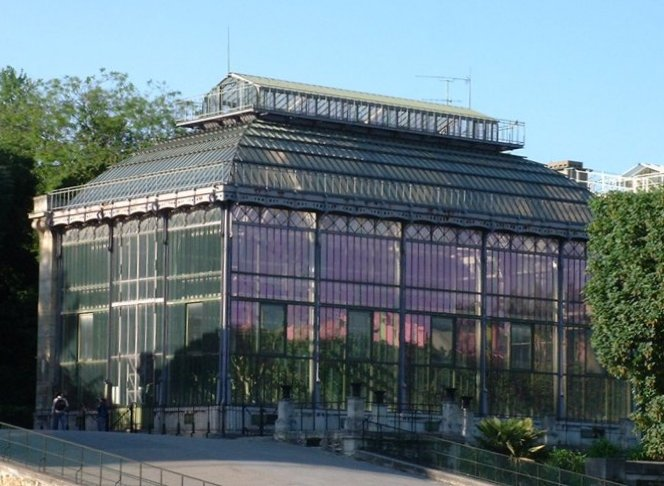
メキシコ温室

金属製骨組の温室3棟が、大広場に沿って並んでいる。そのうち次の2棟が公開されている。
- 冬温室 (750m2) は、温暖(22 °C)多湿である。このアールデコ様式の温室は、建築家ルネ・ベルジェ (René Berger) の作品である(1937年)。蔓性植物、イチジク、ヤシ、バナナがある。
- メキシコ温室は、フランスにおける金属建築の先駆者ロオル・ド・フリュリ (Rohault de Fleury) の作品である（1834年 - 1836年）。アメリカ、南部アフリカ及びマダガスカルでの乾燥環境に固有なサボテン、トウダイグサ、リュウゼツラン (竜舌蘭)、更には、アボカドの木、コーヒーの木又はコショウ(胡椒)科等の植物種を再編成してある。

三番目は、やはりロオル・ド・フリュリが設計した、オーストラリア温室である。この温室は、2004年現在、修理のため無期閉鎖中である。

### 動物園
この動物園は、世界で最も古いものの一つであって、ジャック＝アンリ・ベルナルダン・ド・サン＝ピエールの提案により、ヴェルサイユ宮殿の王立動物園、個人所有の動物園及び動物を移転させて、1795年に設立された。
本動物園は、もともとは木材置場であった5.5haの土地に、1,100種の動物、哺乳類、爬虫類、鳥類を収容している。現在の使命は、博物館の他の部門と協動して、モウコノウマ（蒙古野馬 Equus przewalskii）のような絶滅危惧種を保存することである。また、本動物園には、双眼ルーペで見えてくるような節足動物類を展示する微小動物園や、小爬虫類・両生類・昆虫の展示館もある。

### アルプス園
アルプス園は、世界中の山岳環境（ヒマラヤ、アルプス、コルシカ島など）における小潅木や草本植物を研究するため1931年に創設された。地下通路により繋がれた二つの区画に2,000種以上の植物を有する。本園には、18世紀に植物学者セバスチャン・ヴァイヤン(Sébastien Vaillant) が植物にも性別があることの証拠とした、ピスタチオの雄木がある。

### 植物学学校
本学校は、18世紀に、植物学者アンドレ・トワン (André Thouin) により設立されたもので、4,500種の小潅木及び植物を再編成してある。本学校の目的は、フランスと同程度の緯度において屋外生育可能な種を合理的な仕方で公衆及び植物学者に提示することである。本学校には、歴史的樹木もある。博物館の庭園管理担当者により週に一度行なわれる講座が多数設けられている。

## 歴史
旧くは「王立庭園」 (Jardin du Roi) であったパリ植物園は、フランスにおける科学史の要所の一つである。1633年、ギ・ド・ラ・ブロス (Guy de la Brosse) の懇請により、ルイ13世がパリ郊外の土地を買い上げて、王立薬草園を創設した。この薬草園の役割の一つは、ソルボンヌ (Sorbonne) 大学の科学上の権威に対抗させることだった。その指揮監督は、王の筆頭侍医ジャン・エロアール (Jean Héroard) に任せられ、管理責任は、ギ・ド・ラ・ブロスが負った。そこでは、薬理学と植物学との両方の基礎として役立たせようと、世界中の植物が栽培された。化学、植物及び動物の解剖学、植物学、そして動物学が、王国内最良の学者たちにより講義された。1640年、薬草園は公開化された。
低迷期の後、ジャン＝バティスト・コルベールが庭園経営の主導権を握った。植物学者ギ・クレサン・ファゴン (Guy Crescent Fagon) は、科学上の大成功をコルベールに請け合って、自身の廻りに優秀な人材が集めたが、その中にはクリストファ・グラゼル 、ジョゼフ・ピトン・ド・ツルンフォール 、アントワーヌ・ローラン・ド・ジュシューなどがいた。ビュフォンは、1739年に庭園管理官に任命され、庭園を大きく成長させた。彼は、41年間にわたりその地位で采配を振った。この当時はクロード・オーブリエやマドレーヌ・フランソワーズ・バスポルトなどの植物画家たちが植物園付きの画家をつとめていた。

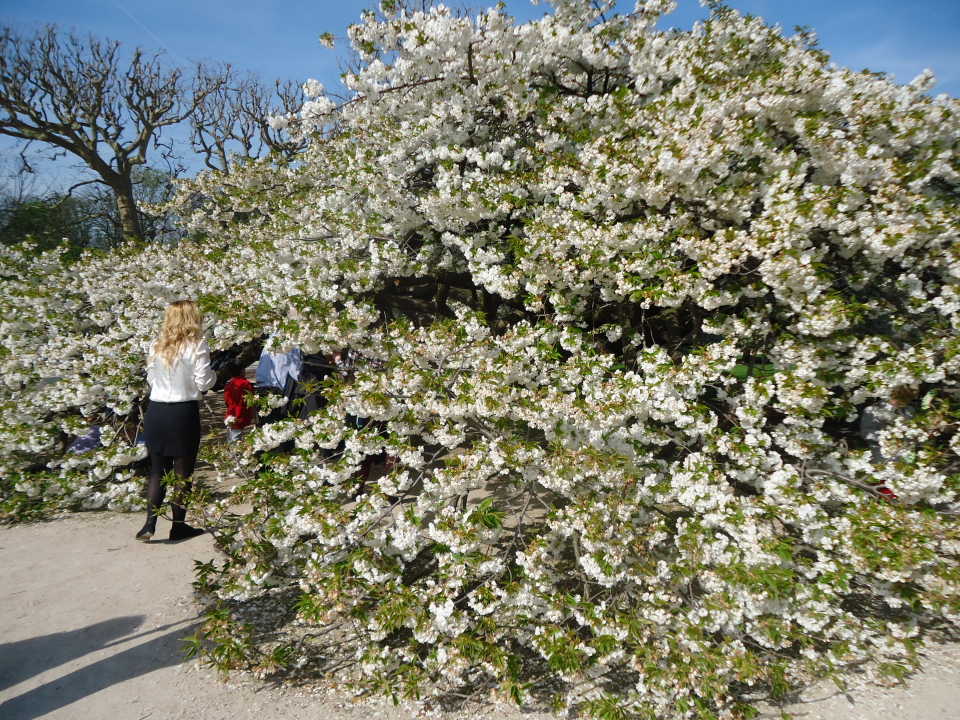
園内にある[http://www.jardindesplantes.net/fr/plantes/plantes-jardin/cerisier-japonais 日本の桜 (里桜「白妙」)

ビュフォンの死の一年後、フランス革命が勃発し、庭園組織に多くの変更を引き起こした。以下は、国民議会の要請により、学者たち自身が起草した設立文書の冒頭部分である:
- 第一条 : 本組織は「自然史博物館」と称するものとする。
- 第二条 : 本組織の主目的は、組織の全体から得られ、農業・商業・技芸に応用された自然史を、公衆に教育することに置かれる。
- 第三条 : 自然史博物館は、国民会議議員の直接保護の下に置かれるものとする。
- 第四条 : 自然史博物館の全役員は、教授の地位を有するものとする。
- 第五条 : 全ての博物館教授は、権限及び給与において平等とする。

ルイ・ドバントン (Louis Daubenton) により引き上げられた給与を維持するため、学者たちは、ビュフォンと彼とを博物館の創設者とし、また当時74歳であったドバントンは、終身館長に任命された。その後の一時期、相当の混迷が引き起こされたが、政府は緊急性のより高い事柄に忙殺されていた。1791年に、ジャック＝アンリ・ベルナルダン・ド・サン＝ピエールが管理者に任命された。